# Вулиця Даргомижського (Київ, Микільська Борщагівка)
Ву́лиця Даргоми́жського — зникла вулиця, що існувала в Ленінградському районі (ніні — територія Святошинського району) міста Києва, село Микільська Борщагівка. Пролягала від вулиці Івана Болотникова до вулиці Миколи Трублаїні.

## Історія
Вулиця виникла в 1-й половині XX століття, мала назву Київська. Назву вулиця Даргомижського отримала 1974 року, на честь російського композитора Олександра Даргомижського.
Ліквідована у 1980-х роках під час знесення старої забудови села Микільська Борщагівка та будівництва житлового масиву Південна Борщагівка.
Однак дотепер зберігся один будинок, що має адресу «вул. Даргомижського, 18» та частина колишнього вуличного проїзду біля цього будинку.